# Die lächerliche Finsternis
Die lächerliche Finsternis ist ein Theaterstück, das als Hörspiel konzipiert wurde. Es wurde vom Dramatiker Wolfram Lotz geschrieben und ist eine Fortschreibung des Romans Herz der Finsternis von Joseph Conrad. Auch greift es Motive des Spielfilms Apocalypse Now von Francis Ford Coppola auf.

## Inhalt
Vor dem Landgericht Hamburg steht der Somalier Ultimo Michael Pussi wegen des Überfalls auf das Frachtschiff MS Taipan vor Gericht und erzählt seinen Werdegang zum Piraten. Er hofft auf Verständnis und betrauert den Tod seines Freundes Tofdau.
In den Regenwäldern Afghanistans suchen Hauptfeldwebel Pellner und der Gefreite Dorsch mit einem Patrouillenboot flussaufwärts nach einem durchgedrehten Oberstleutnant, den sie exekutieren sollen. Sie dringen immer tiefer in die Wildnis und Dunkelheit ein und entfernen sich dabei immer mehr von der vermeintlichen Zivilisation.
Als plötzlich der ertrunkene Pirat Tofdau auf die Bühne zurückkehrt und in der Finsternis um Hilfe bittet, erschießt ihn Hauptfeldwebel Pellner, da in diesem Stück kein Platz mehr ist für einen Fremden.

## Besonderheit
Eigentlich ist eine Pause von 20 Minuten eingeplant, während dieser Zeit aber werden die Bretter, die die Welt bedeuten (das Bühnenbild), zu Sägespänen zerhäckselt, es wird also tatsächlich durchgespielt.

## Ehrungen
Das Stück wurde 2015 zum Berliner Theatertreffen und den Mülheimer Theatertagen eingeladen.
Von der Theaterzeitschrift Theater heute wurde das Stück 2015 zum Deutschsprachigen Stück des Jahres gewählt, die Uraufführung wurde in den Kategorien Inszenierung des Jahres und Bühnenbild des Jahres ausgezeichnet. Stefanie Reinsperger wurde für ihre Darstellung sowohl zur Nachwuchsschauspielerin des Jahres als auch zur Schauspielerin des Jahres gewählt.
Beim Nestroy-Theaterpreis 2015 wurde das Stück mit dem Autorenpreis als bestes Stück sowie als Beste deutschsprachige Aufführung ausgezeichnet.

## Kritiken
„Lotz´ kluger Text, dessen Ironie durch die Ernsthaftigkeit gebändigt wird, mit der die nicht zu bewältigenden Probleme auch dargestellt werden, bescherten den Darstellerinnen, dem Regisseur und dem Autor zu Recht langen Jubel der Zuschauer. Dieses Stück wird seinen Weg über die Bühnen machen.“

„In dieser „lächerlichen Finsternis“ blitzt vieles auf von dem, was uns als verantwortungsvolle „Erste-Welt-Bürger“ beunruhigt, vom Coltan-Abbau bis zur Überfischung der Weltmeere, vom Krieg auf dem Balkan bis zum Umgang mit dem Islam. Gegen den Wahnsinn der Wirklichkeit setzt diese Aufführung die Anarchie des Theaters. „Das unmögliche Theater ist die ewige Forderung“, meint Lotz. Pařizek hat diese Forderung mit großer Lust so ernst wie möglich genommen.“

„Man wird eben durch genau das geführt, was der Titel verspricht: Es ist finster, und es ist lächerlich. Und ausgesprochen sehenswert.“

„Die lächerliche Finsternis ist ein Highlight der aktuellen Theatersaison, eine Produktion, die in allen Bereichen überzeugt und das Publikum völlig begeistert hat.“

## Hörspiel
Im Jahr 2015 inszenierte Leonhard Koppelmann für den SWR das eigentliche „Hörspiel“ mit den Stimmen von Julian Greis (Ultimo Michael Pussi), Christoph Luser (Hauptfeldwebel Oliver Pellner), Alexander Scheer (Stefan Dorsch), Cornelius Obonya (Karl Deutinger), Tim Seyfi (Bojan Stojkovic u. a.), Andreas Grothgar (Reverend Carter), Johann von Bülow (italienischer Blauhelm Lodetti) und Lars Rudolph (Tofdau), die Musik komponierte zeitblom.
Das Hörspiel war sowohl für den Deutschen Hörspielpreis wie auch für den Hörspielpreis der Kriegsblinden nominiert.